# Las ratas (pel·lícula de 1997)
|  | Per a altres significats, vegeu «Las ratas». |

Las ratas és una pel·lícula espanyola del 1997 dirigida per Antonio Giménez-Rico amb guió adaptat de la coneguda novel·la de Miguel Delibes. Fou rodada a Villavaquerín (província de Valladolid) i aconsegueix un gran retrat de la vida rural castellana emmarcada en un pessimisme tràgic.

## Argument
El Nini, un vailet força espavilat, coneixedor dels secrets de la naturalesa, però poc instruït, viu amb el seu pare a una cova. Ambdós es dediquen a caçar rates d'aigua, la carn de els quals venen a bon preu ja que és força apreciada. Però han d'enfrontar-se a l'alcalde del poble, que vol desallotjar-los de casa per raons oficials de seguretat, i a la rivalitat d'un altre caçador furtiu, que mata les rates per plaer.

## Repartiment
- José Caride	...	El Ratero
- Álvaro Monje	...	El Nini
- Francisco Algora 	...	Antoliano
- Concha Gómez Conde	...	Señora Clo
- Paloma Paso Jardiel	...	Columba
- Juan Jesús Valverde	...	Justo
- Esperanza Alonso	...	Simeona
- José Conde	...	Luis
- Luis Perezagua	...	José Luis
- Joaquín Hinojosa... Caçador Furtiu
- Susi Sánchez	...	Doña Resu

## Nominacions
Juan Jesús Valverde fou nominat al Goya al millor actor secundari pel seu paper a la pel·lícula.